# Кисовка
Кисовка (укр. Кисівка), село, 
Шляховский сельский совет,
Коломакский район,
Харьковская область.
Код КОАТУУ — 6323281206. Население по переписи 2001 года составляет 100 (43/57 м/ж) человек.

## Географическое положение
Село Кисовка находится на расстоянии в 2 км от сёл Латышовка, Бондаревка, Дмитровка, Логвиновка и Сургаевка.
По селу протекает пересыхающий ручей с запрудой.
На расстоянии в 3 км проходит автомобильная дорога E 40 (М-03).

## История
- 1775 — дата основания.

## Экономика
- Молочно-товарная ферма.

## Объекты социальной сферы
- Школа.

## Достопримечательности
- Братская могила советских воинов.